# Море Содружества
Мо́ре Содру́жества — море в Индийском секторе Южного океана.
Площадь моря — около 260 тыс. км². В южной части глубина менее 500 метров, в северной свыше 3000 метров. Покрыто дрейфующими льдами, много айсбергов, в том числе очень крупных.
Температура воды стабильна: в феврале от 0 до 1 °C, в августе от −1 до −1,7 °C. Солёность 33,7 ‰ — 34,0 ‰.
Ихтиофауна: различные нототениевые, антарктическая серебрянка, ледяная рыба, клыкач. На берегу моря расположены австралийские научные станции Моусон и Дейвис.
Ледяные берега на значительных участках очень подвижны, в результате откола гигантского айсберга от шельфового ледника Эймери в 1964 году берег в заливе Прюдс на протяжении более 160 км отступил на 60 — 70 км.
Названо в 1962 году участниками советских антарктических экспедиций в ознаменование совместных исследовательских работ экспедиций различных государств в Антарктике.